# Messapisch

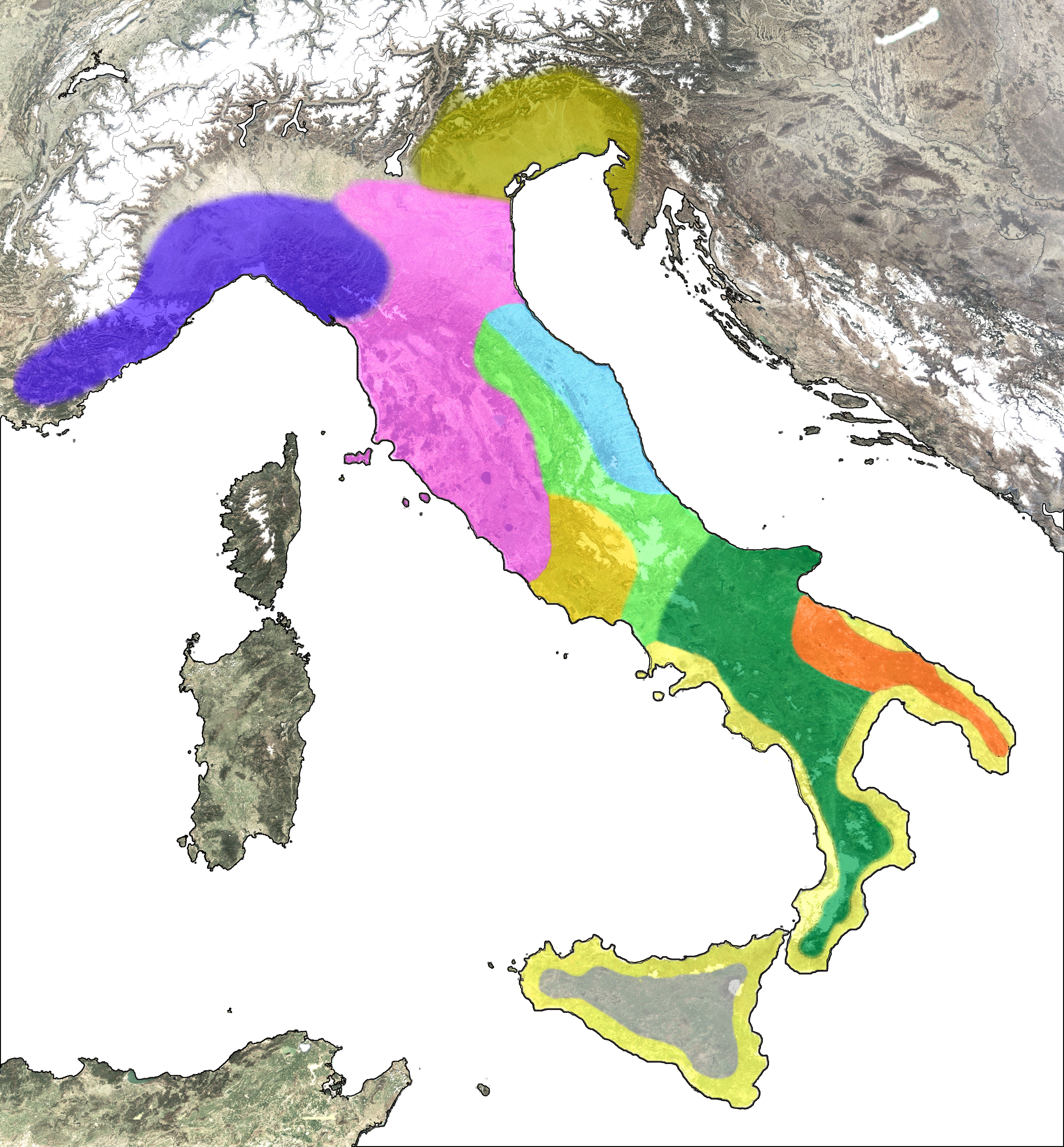
De volkeren op het Italische schiereiland bij het begin van de ijzertijd
Messapiërs

Messapisch is een dode taal die werd gesproken in Apulië en Calabrië (ZO-Italië). In de 1e eeuw n.C. werd het verdrongen door het Latijn. We hebben heel korte inscripties vanaf de 5e eeuw v.Chr. Een van deze inscripties is de oudste westerse kaart aan ons bekend. 
Er is geopperd dat Messapisch mogelijk nauw verwant zou zijn aan het Illyrisch. Van het Illyrisch is echter nog veel minder bekend dan van het Messapisch, waardoor dit vermoeden niet kan worden bevestigd.